# Elginizm
Elginizm – wyrywanie wartościowych detali architektonicznych z zabytków w celu ich wywiezienia. Nazwa pochodzi od tzw. marmurów Elgina, czyli rzeźb i płaskorzeźb pochodzących z Partenonu, które wyjęto z tej budowli łomami i z pomocą ładunków wybuchowych na polecenie Thomasa Bruce'a, hrabiego Elgin.